# Elizabeth Cady Stanton

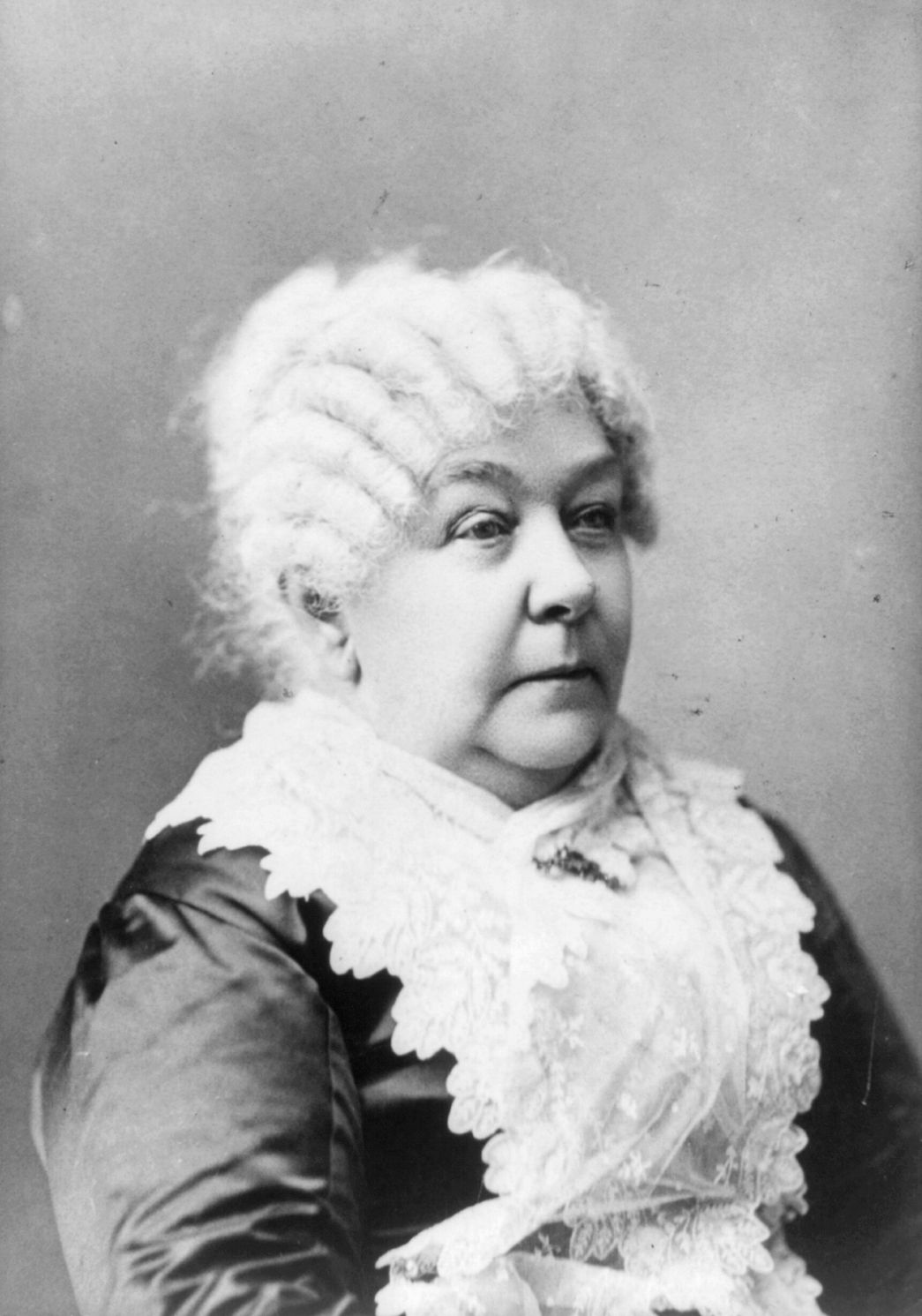
Elizabeth Cady Stanton im Alter, Fotografie von Aaron Veeder, Sammlung Library of Congress

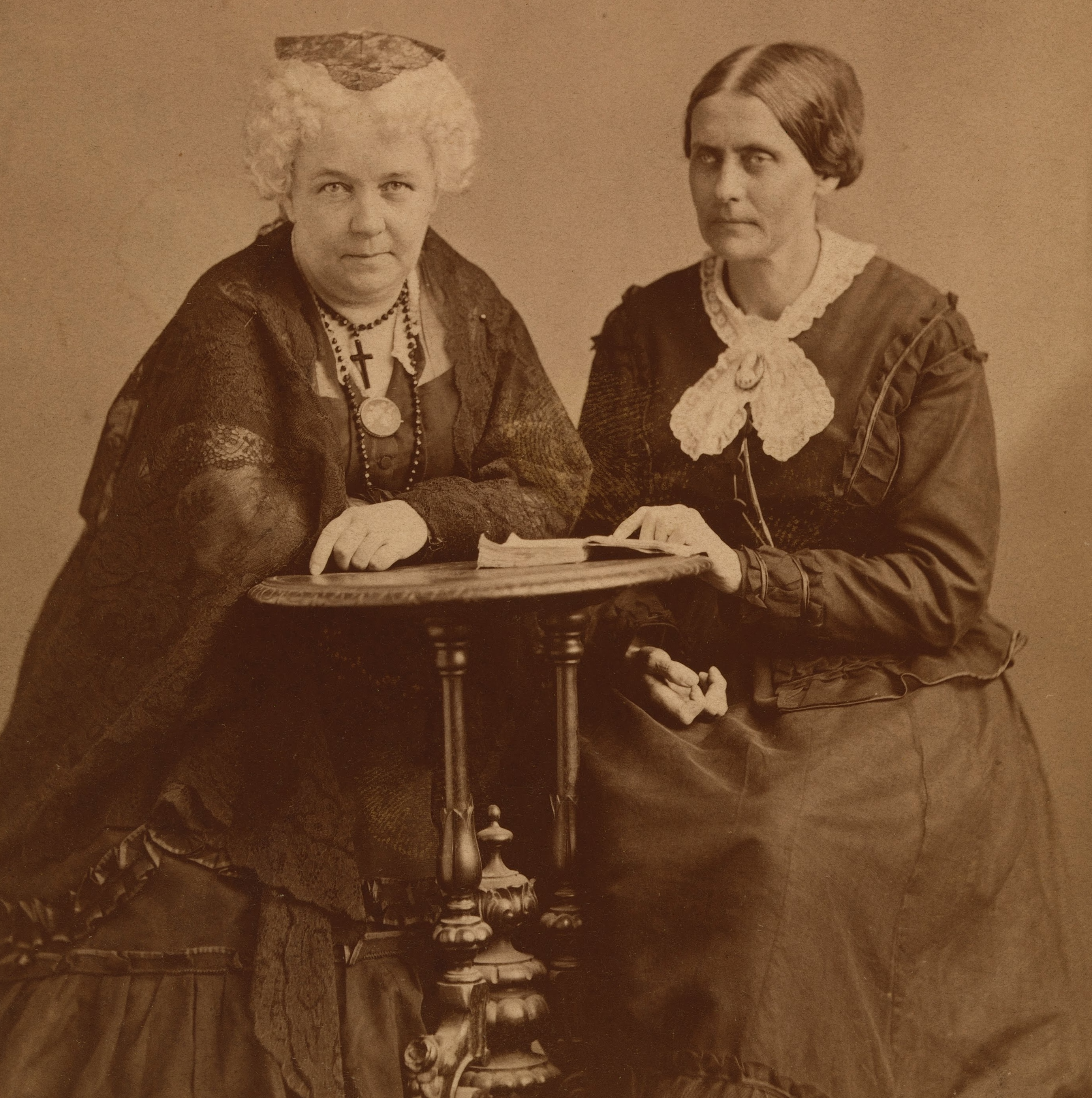
Stanton und Anthony – Zusammenarbeit für Frauenrechte und das Frauenwahlrecht

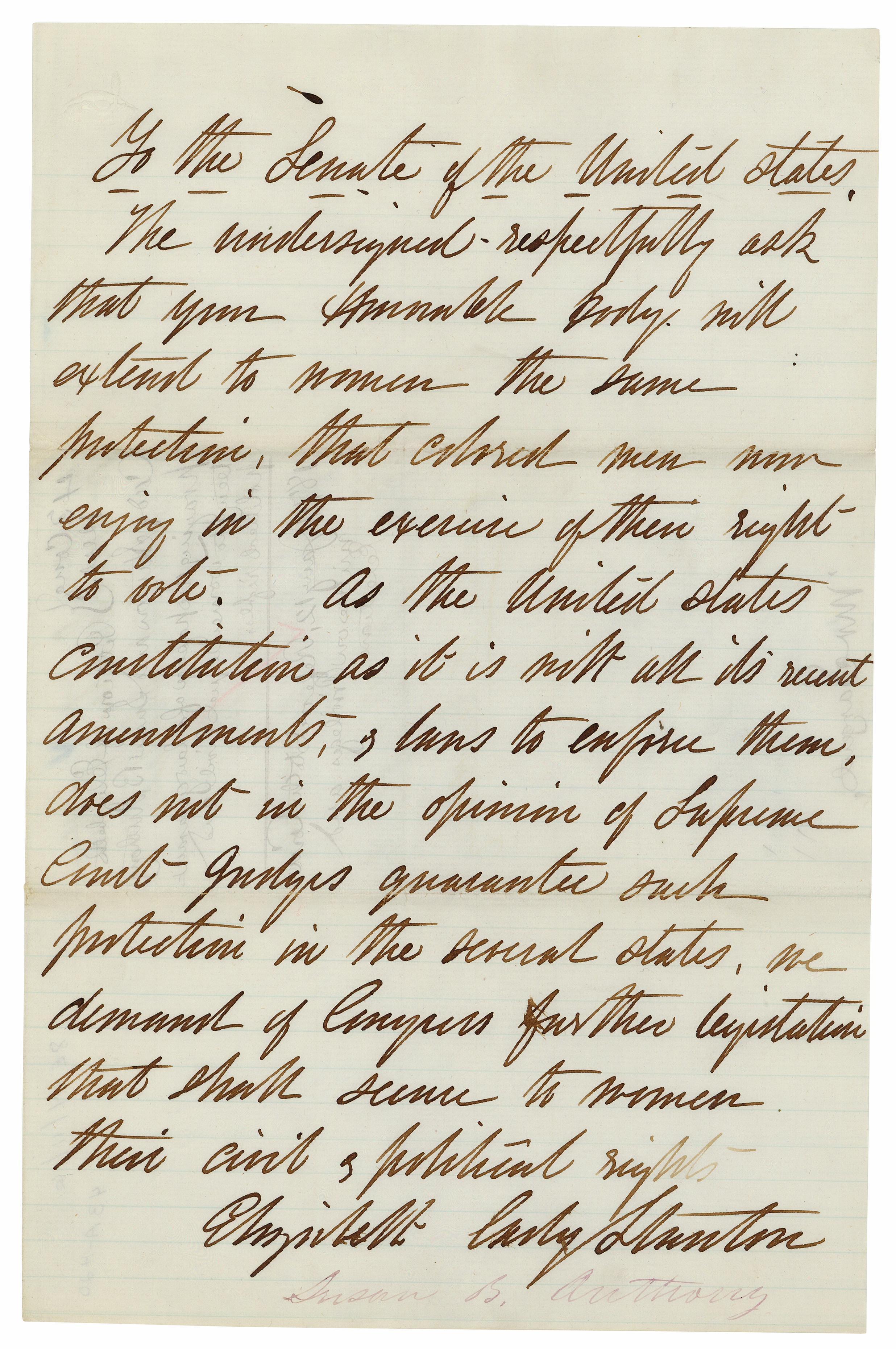
Petition an den Senat von Elizabeth Cady Stanton (Dezember 1874)

Elizabeth Cady Stanton (geboren am 12. November 1815 in Johnstown, New York, gestorben am 26. Oktober 1902 in New York City) war eine US-amerikanische Suffragistin, Gesellschaftsreformerin, Abolitionistin und führende Figur der frühen Frauenrechtsbewegung. Ihrer Declaration of Sentiments, die auf der Seneca Falls Convention präsentiert wurde, die 1848 in Seneca Falls (einer kleinen Stadt im Staat New York) stattfand, wird oft zugeschrieben, dass sie die Initialzündung für die erste organisierte Frauen- und Frauenwahlrechtsbewegung in den Vereinigten Staaten war.
Bevor Stanton ihre politische Aktivität fast ausschließlich auf die Frauenrechte fokussierte, war sie eine aktive Gegnerin der Sklaverei, zusammen mit ihrem Ehemann Henry Brewster Stanton (Mitbegründer der Republikanischen Partei) und ihrem Cousin Gerrit Smith. Im Gegensatz zu vielen, die in der Frauenrechtsbewegung involviert waren, kümmerte sich Stanton neben dem Wahlrecht um verschiedene Probleme, die Frauen betrafen. Sie beschäftigte sich mit dem Eltern- und Sorgerecht der Frauen, ihren Eigentumsrechten, den Beschäftigungs- und Einkommensrechten, dem Scheidungsrecht, der wirtschaftlichen Gesundheit der Familie und der Geburtenkontrolle. Sie war auch eine ausgesprochene Unterstützerin der Temperenzler-Bewegung des 19. Jahrhunderts.
Nach dem Bürgerkrieg verursachte Stantons Einsatz für das Frauenwahlrecht eine Spaltung in der Frauenrechtsbewegung, als sie zusammen mit Susan B. Anthony es ablehnte, die Verabschiedung des 14. Amendments und des 15. Amendments zur Verfassung der Vereinigten Staaten zu unterstützen. Sie war dagegen, dass afroamerikanischen Männern sowohl gesetzlicher Schutz wie auch das Wahlrecht gegeben wurde, während dieselben Rechte den Frauen, ob schwarz oder weiß, vorenthalten wurden. Ihre Haltung zu diesem Problem, zusammen mit ihren Gedanken über das organisierte Christentum und über die Probleme jenseits des Wahlrechts, führte zur Bildung von zwei getrennten Frauenrechtsorganisationen, die schließlich – ungefähr zwanzig Jahre nach der Spaltung – wieder zusammengebracht werden konnten, mit Stanton als Präsidentin des geeinten Verbandes. Sie war zwischen 1892 und 1900 die Präsidentin dieser National American Woman Suffrage Association (NAWSA).
Stanton schrieb unter anderem „Die Bibel der Frau“ (The Woman’s Bible) und ihre Autobiographie Eighty Years and More, wie auch viele andere Artikel und Pamphlete über das Frauenwahlrecht und die Frauenrechte. Sie starb 1902 im Alter von 86 Jahren, 18 Jahre vor der Ratifizierung des 19. Amendments, das das Frauenwahlrecht in der Verfassung der Vereinigten Staaten verankerte.

## Kindheit und familiärer Hintergrund
Elizabeth Cady war das achte der elf Kinder des Sklavenhalters Daniel Cady und von Margaret Livingston Cady; sie kam in Johnstown, New York, zur Welt. Nur Elizabeth und vier Schwestern überlebten Kindheit und Jugend, wurden erwachsen und erreichten ein hohes Alter. Später im Leben gab sie zwei Töchtern die Namen von Schwestern, Margaret und Harriot.
Daniel Cady, Stantons Vater, war ein prominenter Anwalt der Federalists, der eine Legislaturperiode im United States Congress (1814–1817) verbrachte und dann sowohl ein „Circuit Court Judge“ sowie, 1847, Oberster Richter (Titel: Justice) beim New York Supreme Court wurde. Richter Cady führte seine Tochter in die Juristerei ein und legte – zusammen mit ihrem Schwager Edward Bayard – die frühen Wurzeln für ihren juristischen und gesellschaftlichen Aktivismus. Schon als junges Mädchen liebte sie es, in den Gesetzesbüchern ihres Vaters zu schmökern und juristische Debatten mit seinen Assistenten zu führen. Es war diese frühe Beschäftigung mit dem Recht, das sie, zumindest zum Teil, erkennen ließ, wie unverhältnismäßig das Recht die Männer gegenüber den Frauen begünstigte, besonders gegenüber den verheirateten. Ihre Erkenntnis, dass verheiratete Frauen tatsächlich keinen Besitz, kein Einkommen, keinen bezahlten Beruf und nicht einmal das Sorgerecht für die eigenen Kinder hatten, half mit, dass sie sich auf den Weg machte, diese Ungleichheiten zu ändern.
Stantons Mutter, Margaret Livingston Cady, war die Tochter des Colonel James Livingston, eines Offiziers der Continental Army während des Amerikanischen Unabhängigkeitskriegs. Sie war eine ungewöhnlich groß gewachsene Frau mit einem autoritären Auftreten. Ihre Gefühlswelt war aber durch den Verlust der vielen Kinder gestört, sie war oft depressiv und konnte sich um das Aufwachsen der lebenden Kinder zu wenig kümmern. Stantons Kindheit war durch die fehlende Zuwendung ihrer Mutter negativ geprägt.
Die Mutter war depressiv und Stantons Vater musste auch den Verlust dieser Kinder, einschließlich seines ältesten Sohnes Eleazar, überwinden, indem er sich in seine Arbeit als Richter stürzte. So mussten Stantons elf Jahre ältere Schwester Tryphena und deren Mann Edward Bayard viel Verantwortung beim Aufziehen der kleinen Geschwister übernehmen. Bayard war ein lernender Assistent im Daniel Cadys Rechtsanwaltskanzlei und wurde entscheidend für das wachsende Verständnis Stantons, wenn es um das ausgesprochene und verborgene Verhältnis von Mann und Frau innerhalb des Rechtssystems ging.
Die Sklaverei endete im Staat New York erst am 4. Juli 1827. Wie viele Männer seiner Zeit war auch Stantons Vater ein Sklavenbesitzer. Peter Teabout, ein Sklave im Haushalt der Cadys, der später in Johnstown in die Freiheit entlassen wurde, kümmerte sich um Stanton und ihre Schwester Margaret. Sie erwähnt ihn sonst nicht im Haushalt der Familie, erinnert sich aber mit besonderem Stolz in ihren Lebenserinnerungen Eighty Years & More, dass sie freudig zusammen mit Teabout in der „Episcopal Church“ ganz hinten saß, statt allein mit den weißen Familien der Gemeinde ganz vorn zu sitzen. Es war nicht der Familienbesitz dieses Sklaven, sondern die Verwicklung in die Anti-Sklaverei-Bewegung, die sie als junge Frau in Peterboro (New York) bei Besuchen ihres Cousins Gerrit Smith erlebte, die zu ihrer entschieden abolitionistischen Einstellung führten.

## Bildung und intellektuelle Entwicklung
Anders als viele Frauen ihrer Zeit war Stanton schulisch ausgebildet worden. Sie besuchte die „Johnstown Academy“ in ihrem Heimatstädtchen bis zum Alter von 16 Jahren. Sie war in den höheren Kursen der Mathematik und der Sprachen das einzige Mädchen. Im Griechisch-Wettbewerb der Schule erreichte sie einen zweiten Preis und wurde eine geübte Debattiererin. Sie hatte Spaß am Schulunterricht und sagte, dass sie keine Beschränkungen aufgrund ihres Geschlechts erlebt habe.
In ihren Lebenserinnerungen stattet Stanton dem Nachbarn der Cadys, Pastor Simon Hosack, ihren Dank dafür ab, dass er sie stark in ihrer geistigen Entwicklung und ihren Studierfähigkeiten unterstützt habe; und das zu einer Zeit, da diese von ihrem Vater gering geschätzt wurden. Nach dem Tod ihres Bruders Eleazar im Jahr 1826 versuchte sie ihren Vater zu trösten, indem sie sagte, sie würde genau so werden, wie ihr Bruder es gewesen war. Und die Antwort ihres Vaters traf sie tief: “Oh, my daughter, I wish you were a boy!” (deutsch: „Oh, meine Tochter, Ich wünschte, du wärst eine Junge!“) Nachbar Hosack jedoch unterstützte sie weiterhin, sie gewann ihr Selbstvertrauen wieder zurück und ihre Selbstachtung.
Nach dem Abschluss an der Johnstown Academy erlebte Stanton ihre erste Kostprobe sexueller Diskrimination. Ihre männlichen Mitschüler konnten sich im Union College einschreiben, so wie ihr Bruder Eleazar es auch vormals getan hatte. Da dieses College nur Männer aufnahm, meldete sich Stanton beim „Troy Female Seminary“ (heute: Emma Willard School) in Troy an, das von Emma Willard gegründet und geleitet wurde. In ihren ersten Studienjahren in Troy wurde Stanton stark von Charles Grandison Finney, einem evangelikalen Erweckungsprediger beeinflusst. Später erholte sie sich wieder von den Ängsten, die er verursacht hatte, und betonte, dass Logik und das menschliche Gefühl für Humanität die besten Führer sowohl im Denken wie auch im Handeln seien.

## Heirat und Familie

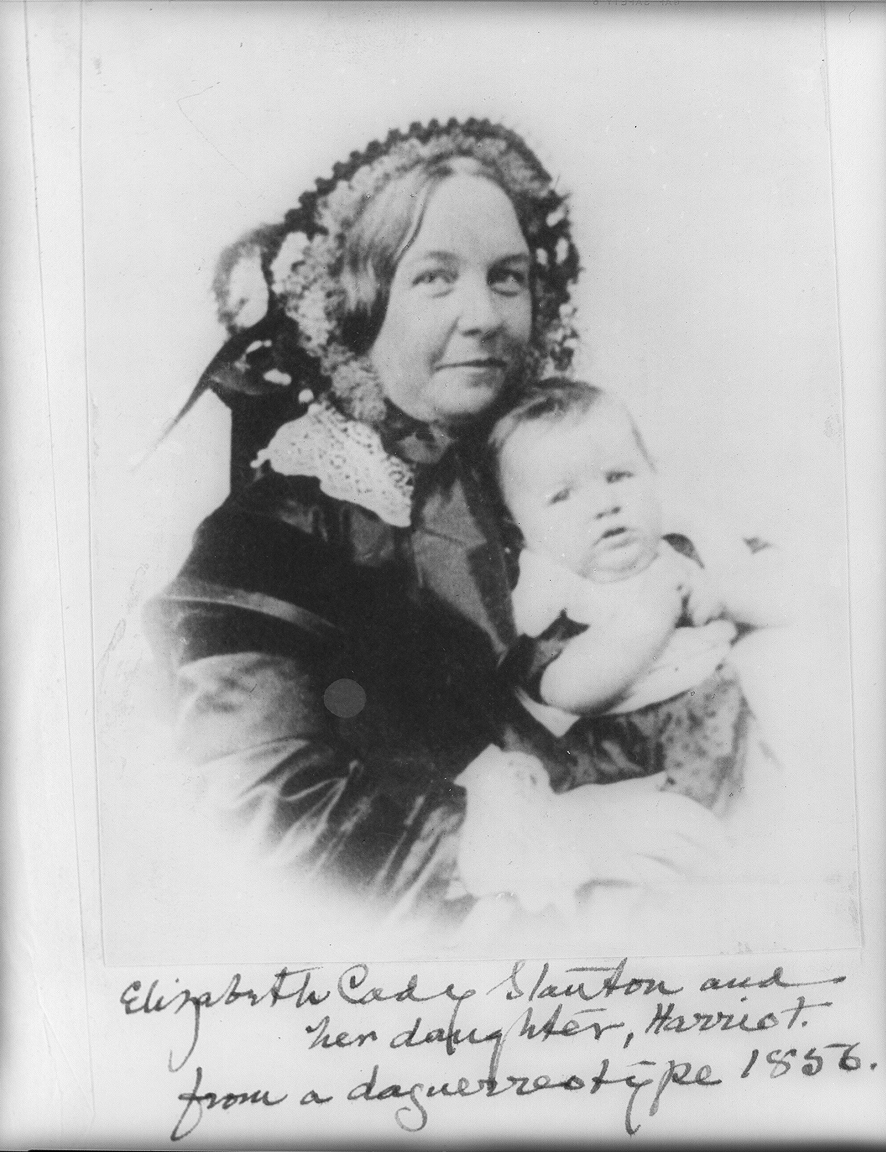
Elizabeth Cady Stanton und ihre Tochter Harriot

Die junge Frau Elizabeth Cady traf Henry Brewster Stanton wegen ihrer frühen Beteiligung an der Temperenzler- und der Abolitionisten-Bewegung. Stanton war ein Journalist, ein Redner gegen die Sklaverei und nach seiner Heirat mit Elizabeth Cady ein Anwalt. Trotz der Vorbehalte des Vaters Daniel Cady ging das Paar 1840 die Ehe ein. Elizabeth bat dabei den Geistlichen, dass die Phrase „promise to obey“ („verspreche zu gehorchen“) vom Heiratsversprechen entfernt werde. Sie schrieb später dazu: “I obstinately refused to obey one with whom I supposed I was entering into an equal relation.” (deutsch: „Ich weigerte mich hartnäckig, jemandem zu gehorchen, mit dem ich eine Beziehung unter Gleichen eingehen sollte.“) Das Paar hatte sechs Kinder im Zeitraum zwischen 1842 und 1856. Vier Jahre später kam noch eine „ungeplantes“ siebtes Kind dazu. Eine Tochter war die Publizistin Harriot Eaton Stanton Blatch, welche die Arbeit ihrer Mutter als Frauenrechtsaktivistin fortführte.
Bald nach der Rückkehr von ihrer Hochzeitsreise nach Europa zogen die Stantons in den Cady-Haushalt in Johnstown. Henry Stanton studierte bis 1843 Jura unter der Anleitung seines Schwiegervaters, als die Stantons nach Chelsea, heute ein Teil Bostons, in Massachusetts umzogen, wo Henry in einer Rechtsanwaltskanzlei arbeitete. In Boston war Elizabeth tiefgehend glücklich über die sozialen, politischen und intellektuellen Anregungen, die sich aus der ständigen Aneinanderreihung von abolitionistischen Versammlungen und Treffen ergaben. Sie war bekannt mit und neben anderen beeinflusst von Leuten wie Frederick Douglass, William Lloyd Garrison, Louisa May Alcott und Ralph Waldo Emerson. Während ihrer gesamten Ehe und schließlichen Witwenschaft übernahm Stanton den Familiennamen ihres Ehemanns als Teil ihres eigenen, sie weigerte sich aber, als Mrs. Henry B. Stanton angesprochen oder adressiert zu werden.
1847 zogen die Stantons wegen des Gesundheitszustands von Henry nach Seneca Falls, New York, wo man in ein von Daniel Cady gekauftes Haus einzog, das etwas außerhalb der Stadt lag. Hier wurden ihre letzten vier Kinder geboren, von Elizabeth bewusst gewollt und geplant. Sie bezeichnete es als „voluntary motherhood“ (gewollte Mutterschaft). Obwohl sie gerne Mutter war und die Hauptverantwortung für die Erziehung der Kinder bei sich sah, war sie unzufrieden und deprimiert wegen der fehlenden intellektuellen Anregungen in Seneca Falls. Während dieses Zeitraums der Distanz von der Frauenbewegung blieb aber Stanton mit Susan B. Anthony in den 1850er Jahren in Kontakt. Und das Schreiben von Reden für Anthony wurde aus der Ferne ein Hauptmittel der Einmischung in die Frauenbewegung. Zusätzlich schrieb Stanton oft Briefe an Anthony über die Schwierigkeiten bei der Ausbalancierung des häuslichen und öffentlichen Lebens, vor allem in einer mit Vorurteilen behafteten Gesellschaft. Stanton wurde zunehmend in die Gesellschaft der Stadt einbezogen – auch ein Mittel gegen Langeweile und Einsamkeit – und hatte um 1848 Kontakte zu ähnlich gesinnten Frauen in der Region aufgebaut. Um diese Zeit herum war sie der aufkeimenden Frauenrechtsbewegung fest verbunden und bereit, sich in Aktivitäten zu engagieren.

## Frühe Aktivität in der Frauenrechtsbewegung

### Seneca Falls Convention
Schon vor dem Lebensabschnitt in Seneca Falls war Stanton eine Bewunderin und Freundin von Lucretia Mott gewesen, der Quäker-Predigerin, Feministin und Abolitionistin, die sie im Frühling 1840 während ihrer Hochzeitsreise bei der „World Anti-Slavery Convention“ in London, England, getroffen hatte. Die zwei Frauen kamen sich näher, als männliche Delegierte der Zusammenkunft dafür stimmten, dass Frauen die Teilnahme am Tagungsverlauf untersagt sei, auch wenn sie, wie Mott, als offizielle Delegierte ihrer heimatlichen Abolitionismus-Gruppen fungierten. Nach einer ausführlichen Debatte wurde es den Frauen gestattet, in einer abgetrennten Sektion teilzunehmen, verborgen vor den Blicken der teilnehmenden Männer. Bald gesellte sich der prominente Abolitionist William Lloyd Garrison hinzu, der verspätet angelangt war und aus Protest gegen das Ergebnis auf seinen Sitz im Saal verzichtete, um bei den Frauen zu sitzen.
Motts Beispiel und die Entscheidung, den Frauen die Teilnahme an der Zusammenkunft zu verwehren, erhöhten Stantons Einsatz für die Frauenrechte. Um 1848 wirkten die Erfahrungen aus ihrem früheren Leben zusammen mit dem Erlebnis in London und ihren anfänglich frustrierenden Erfahrungen als Hausfrau in Seneca Falls aufrüttelnd auf sie. Sie schrieb später: “[...] the wearied, anxious look of the majority of women, impressed me with a strong feeling that some active measures should be taken to remedy the wrongs of society in general, and of women in particular.” (deutsch: „[...] der müde, ängstliche Blick der Mehrheit der Frauen ließen in mir das starke Gefühl entstehen, dass einige wirkliche Maßnahmen ergriffen werden sollten. um das Unrecht in der Gesellschaft im Allgemeinen und insbesondere bei den Frauen zu beheben.“)
1848 setzte Stanton diese Gefühle und Vorstellungen in die Tat um, indem sie sich mit Mott, deren Schwester Martha Coffin Wright, Jane Hunt und einer Handvoll weiterer Frauen in Seneca Falls zusammentat und am 19. und 20. Juli die Seneca Falls Convention organisierte. Stanton entwarf eine Declaration of Sentiments, die sie in dieser Zusammenkunft vorlas. Nach dem Vorbild der Amerikanischen Unabhängigkeitserklärung gebaut, verkündete Stantons „Deklaration“, dass Männer und Frauen gleich geschaffen seien. Sie schlug unter anderem eine damals noch kontrovers beurteilte Resolution vor, die das Wahlrecht für Frauen forderte. Die zum Schluss feststehenden Resolutionen, einschließlich des Frauenwahlrechts, wurden gebilligt. Der anwesende Frederick Douglass hatte sich auch dafür ausgesprochen.

### Susan B. Anthony

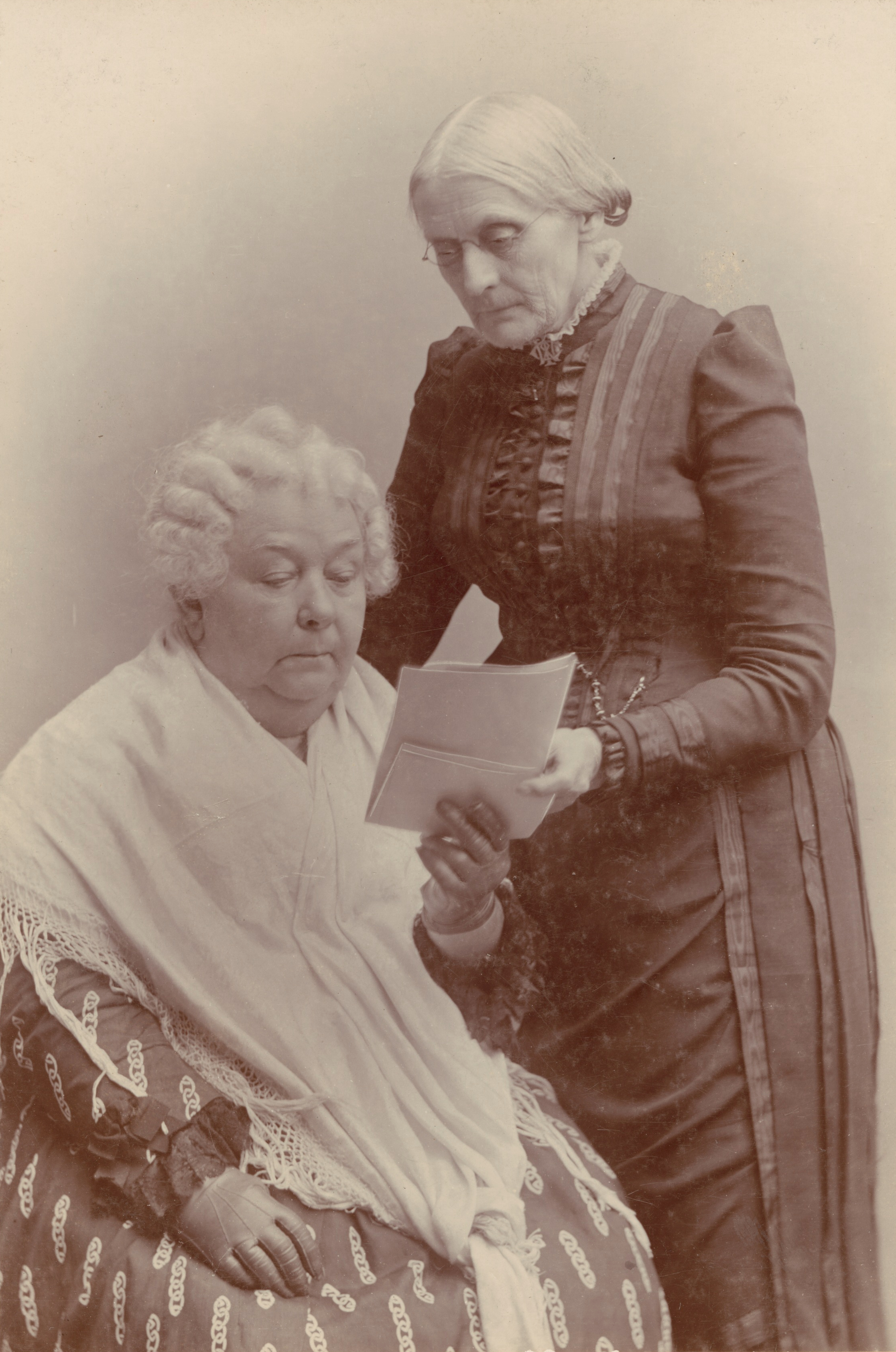
Stanton (sitzend) mit Susan B. Anthony

Bald nach der Convention wurde Stanton eingeladen, auf der Rochester Convention of 1848, in Rochester zu reden, wodurch sie ihre Rolle als Aktivistin und Reformerin untermauerte. Paulina Kellogg Wright Davis lud sie ein, 1850 auf der ersten National Women’s Rights Convention zu sprechen, aber die schwangere Stanton trug sich nur als Sponsorin in die Liste ein und sandte eine Rede, die vorgelesen werden sollte.
Im Jahr 1851 lernte Stanton durch die gemeinsame Bekannte Amelia Bloomer auf der Straße in Seneca Falls Susan B. Anthony kennen. Stanton und Anthony sind zwar bekannt durch ihre gemeinsame Arbeit in der Frauenwahlrechts-Angelegenheit geworden, aber zuerst waren sie ein Teil der Temperenzler-Bewegung. Der Zusammenhang zwischen der Frauenwahlrechts-Sache und der Temperenzler-Bewegung war ja nicht zufällig. Sie hatten gemeinsame Interessen, denn die Wahlrechtsbewegung übernahm die Rolle der „Ursache“ und die Prohibition wurde deren Wirkung. Später konnte man in einem Bundesstaat nach dem anderen, als die Frauen das Wahlrecht in diesen bekommen hatten, Druck machen und verschiedene politische Maßnahmen erreichen, um die Trunksucht zu verringern, die ja als großes Problem angesehen wurde, wenn es um die Männer ging. Deshalb waren diese zwei Bewegungen häufig miteinander verbündet.
Bald jedoch verschob sich Stantons und Anthonys Schwergewicht hin zum Frauenwahlrecht und den Frauenrechten. Anthony, alleinstehend und ohne Kinder, hatte die Zeit und die Energie, die Reisen und die Reden zu übernehmen, die Stanton nicht schaffen konnte. Ihre Fähigkeiten ergänzten sich: Stanton, die bessere Rednerin und Schreiberin, entwarf viele Ansprachen von Anthony; Anthony dagegen war die Organisatorin und Taktikerin der Bewegung. Stanton schrieb einmal an Anthony: „No power in heaven, hell or earth can separate us, for our hearts are eternally wedded together.“ (deutsch: „Keine Macht im Himmel, in der Hölle oder auf Erden kann uns trennen, denn unsere Herzen sind ewig miteinander verbunden.“) Als Stanton gestorben war, beschrieb Anthony ihre Zusammenarbeit so: Stanton habe die Blitze geschmiedet, die sie dann abgefeuert habe.
Anthonys Zielrichtung war ziemlich eingeengt, vor allem für das Frauenwahlrecht, Stanton wollte aber eine breitere Basis für Frauenrechte im Allgemeinen durchsetzen. Diese gegensätzlichen Ansichten führten zu einigen Diskussionen und Konflikten, aber keine Uneinigkeit bedrohte ihre Freundschaft oder Zusammenarbeit; die zwei Frauen blieben enge Freundinnen und Kolleginnen bis zu Stantons Tod ungefähr 50 Jahre nach ihrem ersten Zusammentreffen. Stantons und Anthonys wurden immer als Führerinnen der Bewegung anerkannt, deren Unterstützung gesucht wurde. Aber andere Stimmen wurden in der Bewegung auch bald gehört, unter anderen die von Matilda Joslyn Gage, die Führungspositionen einzunehmen begannen.

## Abolitionismus und Frauenrechtsbewegung

### Ideologische Differenzen gegenüber Abolitionisten

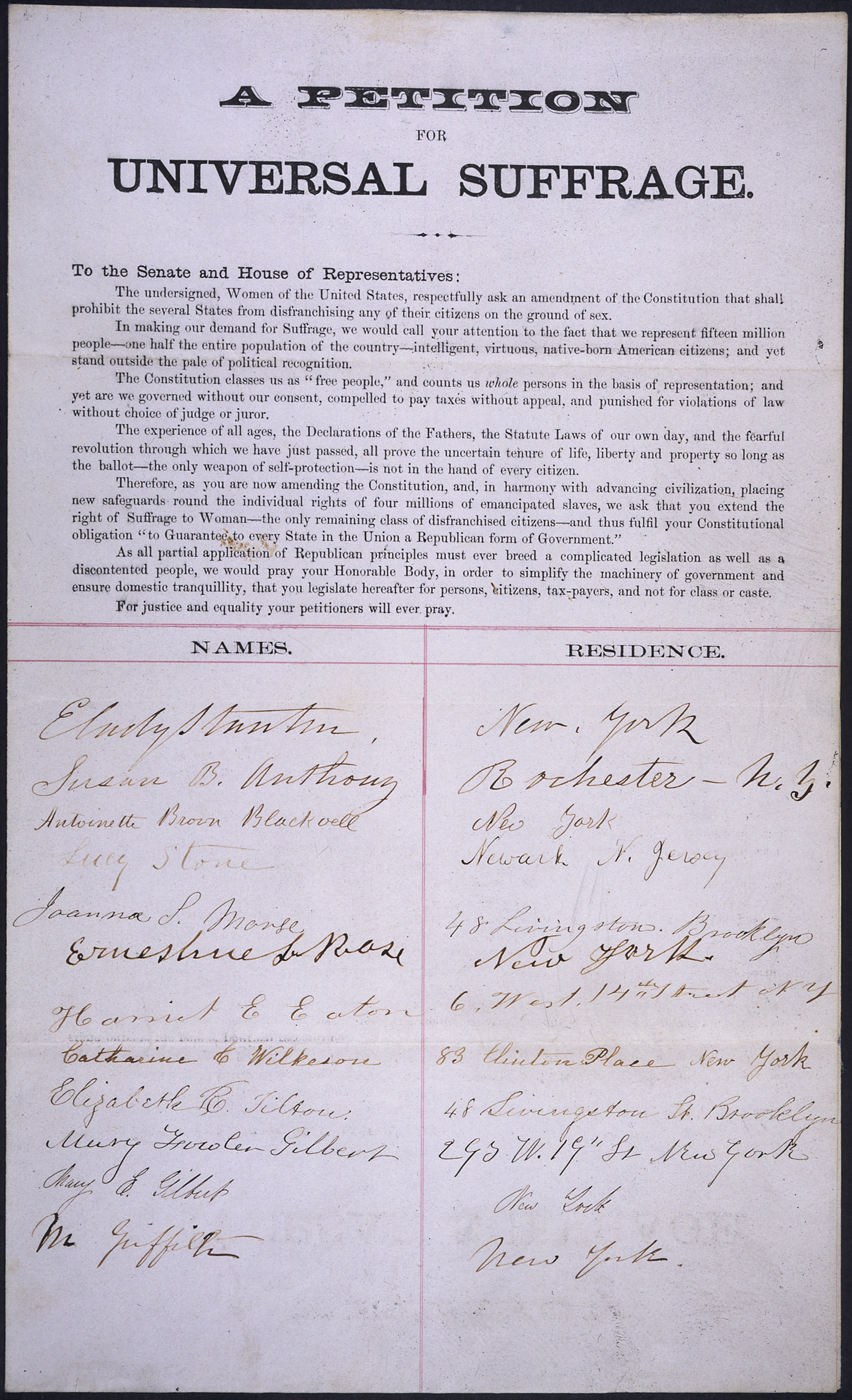
Die Petition von Stanton und anderen Suffragisten

Nach dem Bürgerkrieg brachen Stanton und Anthony mit ihrer abolitionistischen Vorgeschichte und versuchten, ihren Einfluss stark gegen die Ratifizierung des 15. und 16. Amendments geltend zu machen, die den Afroamerikanern (den ehemaligen Sklaven) das Wahlrecht garantierten. Sowohl Stanton wie Anthony waren verärgert, dass die Abolitionisten, ihre früheren Partner beim Kampf für die Rechte der Afroamerikaner und der Frauen, sich weigerten, die Änderung der Amendment-Textes zu verlangen, so dass er Frauen einschloss. Sie glaubten, dass die ehemaligen Sklaven durch das 13. Amendment bereits den gesetzlichen Schutz wie die Weißen bekommen hätten. Die Erweiterung der männlichen Wählerschaft würde nur die Zahl der Gegner des Frauenwahlrechts erhöhen.
Stantons Position verursachte einen bedeutenden Bruch zwischen ihr und vielen Bürgerrechtsaktivisten, besonders bei Frederick Douglass, der glaubte, dass weiße Frauen zumindest „stellvertretend“ das Wahlrecht schon hatten, weil ihre Interessen kräftig durch Väter, Gatten und Brüder vertreten würden. Nach seiner Ansicht war das Allgemeine Wahlrecht für Frauen weniger wichtig als die Erreichung des Wahlrechts für Schwarze. Stanton stimmte mit Douglass nicht überein; trotz ihrer rassistischen Sprache, in die sie sich manchmal flüchtete, glaubte sie fest an das Allgemeine Wahlrecht, das Schwarze und Weiße, Männer und Frauen mit mehr Macht ausstattete. Im Hinblick auf die schwarzen Frauen konstatierte sie, dass die Verweigerung des Wahlrechts die Afroamerikanerinnen zu einer dreifachen Knechtschaft verdammen würde, die kein Mann erfahren hat: Sklaverei, Geschlecht und Rasse. In dieser Anschauung unterstützten sie Anthony, Olympia Brown und vor allem Frances Gage, die die erste Suffragistin war, die Wahlrechte für befreite Frauen verfocht. In ihrem 1860 geschriebenen Werk The Slave’s Appeal richtete Stanton die Aufmerksamkeit nicht nur auf den Feminismus, sondern auch auf die Probleme und Kämpfe der Sklaverei. Sie schrieb dabei aus der Perspektive einer Afroamerikanerin, um ihre Botschaft besser zu transportieren.
Thaddeus Stevens, ein republikanischer Kongressmann aus Pennsylvania und glühender Abolitionist, war auch der Meinung, dass das Wahlrecht universell sein sollte. 1866 entwarfen Stanton, Anthony und einige andere Suffragistinnen eine Wahlrechts-Petition, die forderte, dass das Wahlrecht ohne Ansehen des Geschlechts oder der Rasse gewährt werden sollte. Die Petition wurde durch Stevens dem Kongress der Vereinigten Staaten vorgelegt. Trotz dieser Bemühungen wurde das 14. Amendment 1868 ohne Anpassung verabschiedet.

### Spaltung der Frauenrechtsbewegung

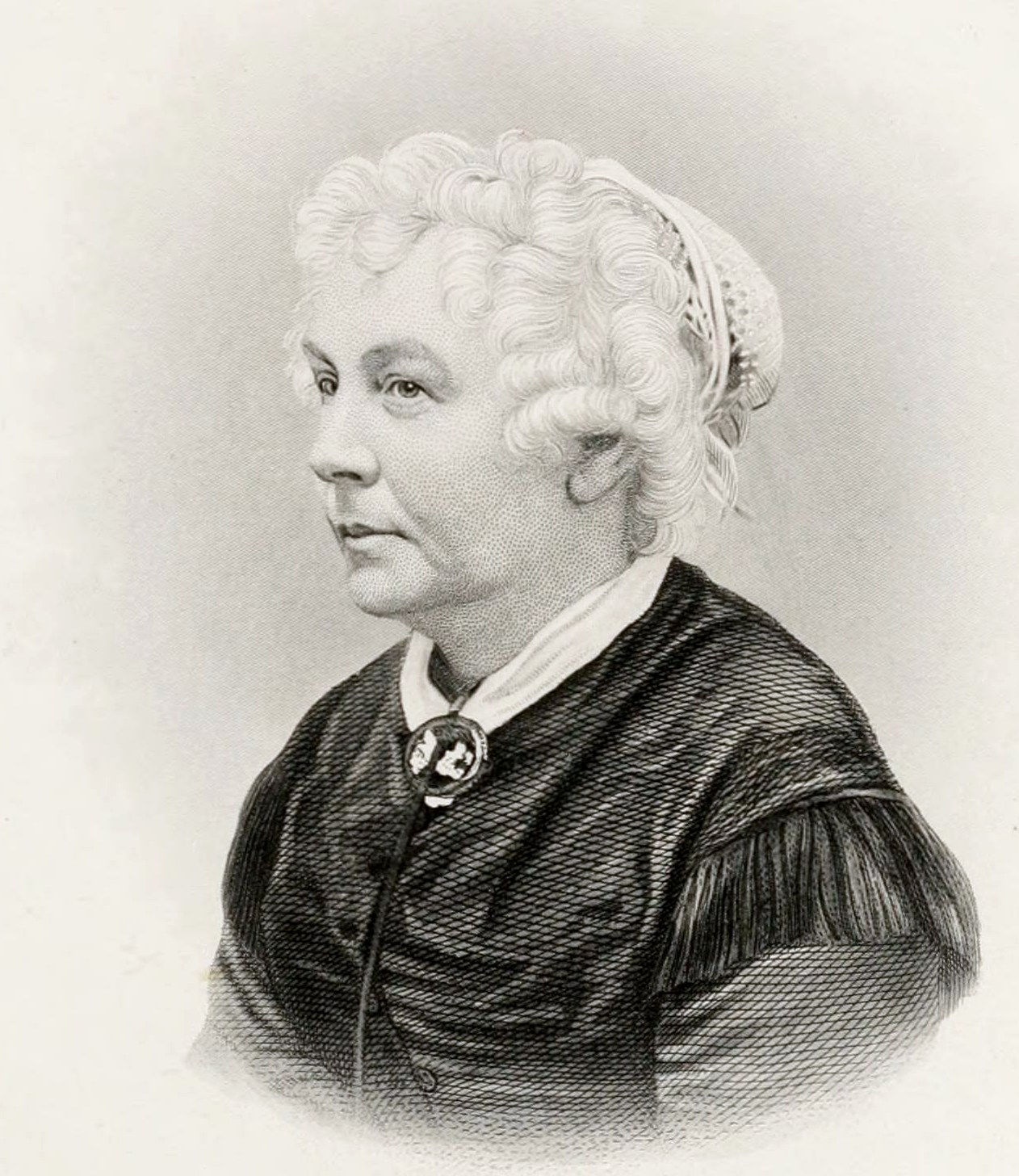
Elizabeth Cady Stanton (vor 1869)

Zu der Zeit, an dem das 15. Amendment seinen Weg durch den Kongress machte, hatte Stantons Haltung zu einer gewaltigen Spaltung in der Frauenrechtsbewegung selbst geführt. Viele Führer oder Führerinnen in der Bewegung, wozu Lucy Stone, Elizabeth Blackwell und Julia Ward Howe gehörten, argumentierten stark gegen Stantons „Alles-oder-Nichts-Einstellung“. 1869 brachte die Uneinigkeit über die Ratifikation des 15. Amendments die Geburt von zwei getrennten Frauenwahlrechts-Organisationen hervor.
Die National Woman Suffrage Association (NWSA) wurde im Mai 1869 von Anthony und Stanton gegründet, die als seine Präsidentin 21 Jahre lang amtierte. Die NWSA war gegen die Verabschiedung des 15. Amendments ohne die Änderungen zum Einschluss des Frauenwahlrechts und sie stellte, vor allem wegen des besonderen Einflusses von Stanton, eine Reihe von Frauenthemen heraus, die den konservativeren Mitgliedern der Wahlrechtsbewegung zu radikal erschienen.
Der besser finanzierte, größere und repräsentativere Frauenwahlrechts-Verband, die American Woman Suffrage Association (AWSA), die im darauffolgenden November gegründet und von Stone, Blackwell und Howe geführt wurde, unterstützte das 15. Amendment wie es war. Auf die Verabschiedung des Amendments reagierend, zog es die AWSA vor, sich besser nur auf das Frauenwahlrecht zu konzentrieren als für die breiteren Frauenrechte einzutreten, die Stanton unterstützte: Geschlechtsneutrale Scheidungsgesetze, Frauenrecht zur Verweigerung von Sex mit dem Ehemann, erhöhte wirtschaftliche Möglichkeiten für Frauen und das Recht von Frauen, in Jurys beteiligt zu sein.
Sojourner Truth, eine frühere Sklavin und Feministin, schloss sich Stantons und Anthonys Organisation an, denn auch sie glaubte, dass den Männern das Wahlrecht nicht ohne Beteiligung der Frauen gewährt sein sollte. Zu Stanton, Anthony und Truth kam noch Matilda Joslyn Gage dazu, die später bei der „Frauenbibel“ (The Woman’s Bible) mit Stanton zusammenarbeitete. Trotz all ihrer Bemühungen ging das Amendment 1870 durch, wie es ursprünglich verfasst worden war.
In ihren späteren Jahren interessierte sich Stanton für Bemühungen, kooperative Gemeinschaften und Arbeitshäuser zu gründen. Sie war auch hingezogen zu verschiedenen Formen von politischem Radikalismus. Sie gab der „Populistischen Bewegung“ Beifall und identifizierte sich mit dem Sozialismus, vor allem dem „Fabian-Socialismus“. Im 21. Jahrhundert wird Stanton als eine frühe amerikanische demokratische Sozialistin betrachtet.

## Spätere Jahre

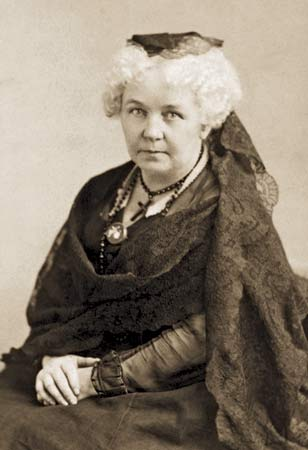
Elizabeth Cady Stanton um 1880

In dem Jahrzehnt, das der Verabschiedung des 15. Amendments folgte, nahmen sowohl Stanton wie auch Anthony immer mehr die zuerst von Victoria Woodhull vertretene Position ein, dass das 14. und 15. Amendment den Frauen praktisch schon das Wahlrecht ermöglichte. Sie argumentierten, dass das 14. Amendment „Bürger“ folgendermaßen definierte: „All persons born or naturalized in the United States and subject to the jurisdiction thereof“. (deutsch: „Alle Personen, die in den Vereinigten Staaten geboren oder naturalisiert wurden und deshalb deren Rechtsprechung unterworfen sind“) Dieser Begriff schließe Frauen ein und demgemäß verschaffe das 15. Amendment allen Bürgern das Wahlrecht. Folge man dieser Logik, so versicherten sie, hätten die Frauen nun das verfassungsmäßige Recht zur Wahl und es gehe nur darum, dieses Recht auch einzufordern. Diese auf der Verfassung basierte Argumentation wurde in den Kreisen der Frauenrechtlerinnen „The new Departure“ („Der neue Aufbruch“) genannt. Er unterschied sich von den früheren Versuchen, die Wahlrechte mit einer „Staat-nach-Staat-Methode“ zu ändern und führte dazu, dass zuerst Anthony (1872) und später Stanton (1880) in Wahllokale gingen und zu wählen verlangten. Trotz dieser und ähnlicher Versuche von hunderten anderer Frauen sollte es noch fast 50 Jahre dauern, bevor Frauen im gesamten Gebiet der Vereinigten Staaten das Wahlrecht erhielten.
Während dieser Zeit behielt Stanton generell ihren weiten Blick auf die Frauenrechtsproblematik bei und engte ihn nicht allein auf das Frauenwahlrecht ein. Nach der Verabschiedung des 15. Amendments im Jahr 1870 und dessen Unterstützung durch die „Equal Rights Association“ und prominente Suffragisten und Suffragistinnen wie Stone, Blackwell und Howe vertiefte sich der Spalt zwischen Stanton und anderen Führerinnen der Frauenbewegung, denn Stanton widersprach den fundamentalen religiösen Ansichten mehrerer Führer und Führerinnen der Bewegung. Im Gegensatz zu vielen Kollegen und Kolleginnen glaubte Stanton, dass das organisierte Christentum Frauen in eine inakzeptable Stellung in der Gesellschaft verwies. In den 1890er Jahren legte sie diese Sichtweise in der „Frauenbibel“ (The Woman’s Bible) dar, welche ihr feministisches Verständnis der biblischen Schriften erläuterte und den grundsätzlichen Sexismus zu korrigieren versuchte, von dem Stanton glaubte, dass er fester Bestandteil jeder organisierten christlichen Gemeinschaft sei. In gleicher Weise unterstützte Stanton das Scheidungsrecht, das Arbeitsrecht und die Eigentumsrechte für Frauen. Das waren Probleme, in welche die „American Women’s Suffrage Association“ (AWSA) lieber nicht verwickelt werden wollte.
Ihre radikalere Einstellung schloss auch die Akzeptanz der Heirat zwischen verschiedenen Rassen ein. Sie war ja dagegen gewesen, den Afroamerikanern das Wahlrecht ohne Einschluss aller Frauen zu geben und hatte sich einer herabwürdigenden Sprache bedient, als sie ihre Gegnerschaft ausdrückte. Sie hatte keinen Einwand zur Heirat zwischen den Rassen und schrieb einen Glückwunschbrief an Frederick Douglass, als er 1884 eine weiße Frau, Helen Pitts, ehelichte. Anthony, die eine öffentliche Verdammung der „National Woman Suffrage Association“ (NWSA) fürchtete und das Verlangen nach dem Frauenwahlrecht aufrechterhalten sehen wollte, flehte Stanton an, diesen Brief und die Unterstützung dieser Heirat nicht öffentlich bekannt werden zu lassen.
Stanton begann einige sehr einflussreiche Bücher, Dokumente und Reden über die Frauenwahlrechtsbewegung zu schreiben. Ab 1876 arbeiteten Stanton, Anthony und Gage zusammen, um den ersten Band der History of Woman Suffrage (Geschichte des Frauenwahlrechts) zu schreiben; es ist ein bahnbrechendes sechsbändiges Werk, das die gesamte Geschichte, Dokumente und Briefe der Frauenwahlrechtsbewegung enthält. Die ersten zwei Bände wurden 1881 und der dritte 1886 veröffentlicht; das Gesamtwerk wurde schließlich durch Ida Husted Harper 1922 komplettiert. Stantons andere Hauptschriften waren die aus zwei Teilen bestehende „Frauenbibel“ (The Woman’s Bible), die 1895 und 1898 erschienen, ihre Autobiographie Eighty Years & More: Reminiscences 1815–1897 (erschienen 1898) und The Solitude of Self (oder auch „Self-Sovereignty“), was sie zuerst als Rede bei der „Convention of the National American Woman’s Suffrage Association“ in Washington D.C. hielt.
Ab 1868 begann Stanton, zusammen mit Susan B. Anthony und Parker Pillsbury, einem führenden Feministen seiner Zeit, eine Wochenzeitung namens Revolution herauszugeben, die Editorials von Stanton enthielt, welche sich mit einer weiten Thematik von Frauenproblemen beschäftigten. Stanton hatte im Vergleich zu vielen modernen Feministinnen eine unterschiedliche Ansicht zur Empfängnisverhütung, die sie selbst unterstützte und vermutlich auch selbst nutzte: Sie glaubte, dass sowohl das Töten von Kindern wie die Abtreibung als Kindermord betrachtet werden könne, eine Haltung, die sie in der Revolution diskutierte.
Zu dieser Zeit schloss sich Stanton auch dem „New York Lyceum Bureau“ an und absolvierte dann eine 12-jährige Karriere als Teilnehmerin am „Lyceum Circuit“. Das Reisen und Halten von Vorträgen während der acht Monate in jedem Jahr verschafften ihr sowohl das Einkommen, um ihre zwei jüngsten Söhne durch das College zu bringen, als auch einen Weg, ihre Ideen in der großen Öffentlichkeit zu verbreiten, denn sie war als Vortragende recht populär. So gewann sie auch breite öffentliche Bekanntheit und festigte ihren Ruf als herausragende Führerin der Frauenrechtsbewegung. Zu ihren populärsten Reden gehörten: „Our Girls“, „Our Boys“, „Co-education“, „Marriage and Divorce“, „Prison Life“ und „The Bible and Woman’s Rights“. Ihre Vortragsreisen nahmen sie so in Anspruch, dass sie trotz ihres Präsidentenamtes nur auf vier von 15 Zusammenkünften der „National Woman’s Suffrage Association“ den Vorsitz führen konnte.
Zusätzlich zum Schreiben und Reden war Stanton auch ein wichtiges Werkzeug der Werbung für Frauenwahlrecht in verschiedenen Bundesstaaten, besonders in New York, Missouri, Kansas, wo es 1867 eingeführt wurde, und Michigan, wo eine Abstimmung 1874 darüber abgehalten wurde. Sie bewarb sich 1866 in New York vergeblich um einen Sitz im Kongress und sie war der Hauptfaktor hinter der Verabschiedung der „Woman’s Property Bill“, die schließlich vom Gesetzgeber des Staates New York erlassen wurde. Sie arbeitete für das Frauenwahlrecht in Wyoming, Utah und Kalifornien und überzeugte 1878 den kalifornischen Senator Aaron A. Sargent dazu, ein Frauenwahlrechts-Amendment vorzulegen, bei dem ähnliche Formulierungen benutzt wurden wie im 15. Amendment, das ungefähr acht Jahre zuvor verabschiedet worden war.

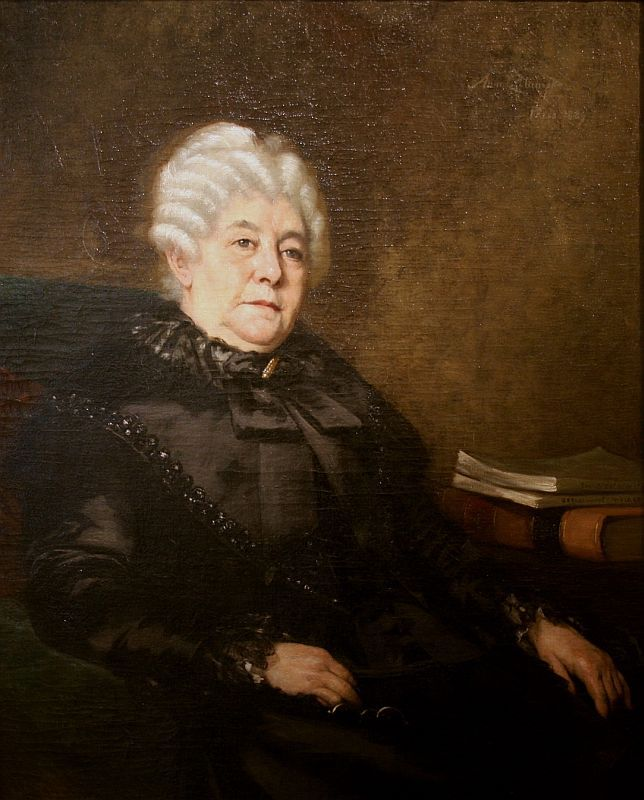
Anna Elizabeth Klumpke (1856–1942) / National Portrait Gallery: Elizabeth Cady Stanton, (1889)

Stanton war auch international aktiv und verbrachte lange Zeitabschnitte in Europa, wo ihre Tochter und Mit-Feministin Harriot Stanton Blatch lebte. 1888 half sie mit bei der Gründung des International Council of Women. 1890 war Stanton gegen die Vereinigung der „National Woman’s Suffrage Association“ mit der konservativeren und religiös fundierten „American Woman Suffrage Association“. Trotz ihrer Einwände schlossen sich die zwei Organisationen zusammen und wurden zur National American Woman Suffrage Association (NAWSA). Und trotz ihrer Opposition zum Zusammenschluss wurde sie deren erste Präsidentin, vor allem weil Susan B. Anthony intervenierte. Aber sie war wegen ihrer Ansichten nie populär unter den religiösen und konservativen Mitgliedern der „National American“.
Am 18. Januar 1892, ungefähr zehn Jahre vor ihrem Tod schloss sich Stanton mit Anthony, Stone und Isabella Beecher Hooker zusammen, um den Gegenstand des Wahlrechts vor dem „United States House Committee on the Judiciary“ zu vertreten. Nach fast fünf Jahrzehnten des Kampfes für Frauenwahlrecht und Frauenrechte war dies das letzte Erscheinen Stantons vor Mitgliedern des U.S. Kongresses. Indem sie auf den Text zurückgriff, der zum The Solitude of Self wurde, sprach sie vom zentralen Wert des Individuums unter der Betonung, dass der Wert nicht auf dem Geschlecht beruhe. So wie sie es schon in der Declaration of Sentiments geschrieben hatte, drückte Stantons Statement nicht nur das spezielle Bedürfnis nach dem Frauenwahlrecht aus, sondern die Notwendigkeit eines erneuerten Verständnisses für die Stellung der Frauen in der Gesellschaft und für die Frau im Allgemeinen.

„The isolation of every human soul and the necessity of self-dependence must give each individual the right to choose his own surroundings. The strongest reason for giving woman all the opportunities for higher education, for the full development of her faculties, her forces of mind and body; for giving her the most enlarged freedom of thought and action; a complete emancipation from all forms of bondage, of custom, dependence, superstition; from all the crippling influences of fear—is the solitude and personal responsibility of her own individual life. The strongest reason why we ask for woman a voice in the government under which she lives; in the religion she is asked to believe; equality in social life, where she is the chief factor; a place in the trades and professions, where she may earn her bread, is because of her birthright to self-sovereignty; because, as an individual, she must rely on herself ...“

„(Deutsch: Die Isoliertheit jeder menschlichen Seele und die Notwendigkeit des Vertrauens auf sich selbst muss jedem Individuum das Recht geben, sein eigenes Umfeld zu bestimmen. Die Einsamkeit und die persönliche Verantwortung für das eigene individuelle Leben ist der stärkste Grund, warum man der Frau all die Gelegenheiten für höhere Bildung, für die volle Entwicklung ihrer Fähigkeiten, ihrer Geistes- und Körperkräfte gibt, und ihr die größte Freiheit des Denkens und Handelns zugesteht, eine vollständige Befreiung von allen Fesseln, des Herkommens, der Abhängigkeit, des Aberglaubens, von all den verkrüppelnden Einflüssen der Angst. Der stärkste Grund, warum wir um eine Stimme der Frau in der Regierung bitten, unter der sie lebt, in der Religion, die sie gefälligst glauben soll, für die Gleichheit im Gesellschaftsleben, wo sie der Hauptfaktor ist, für einen Platz im Handel und Berufswesen, wo sie ihr Brot verdienen kann, ist ihr Geburtsrecht auf eigene Souveränität und Selbstbestimmung, denn als Einzelwesen muss sie auf sich selbst vertrauen können ...)“

Lucy Stone war so beeindruckt von der Brillanz der Rede Stantons, dass sie The Solitude of Self vollständig in der Zeitschrift Woman’s Journal abdruckte und auf den Druck ihrer eigenen Rede ans Komitee verzichtete.

## Tod und Begräbnis

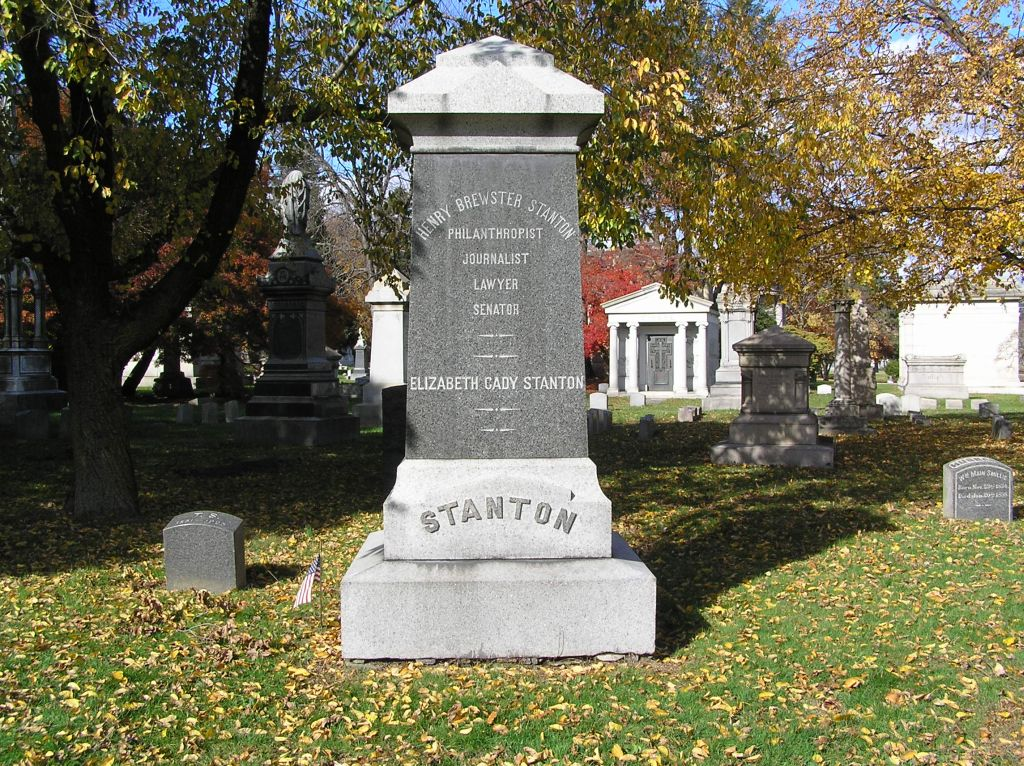
Das Monument für Henry Brewster Stanton und Elizabeth Cady Stanton im Woodlawn Cemetery, Bronx, New York City

Stanton starb am 26. Oktober 1902 an Herzversagen in ihrem Haus in New York City, 18 Jahre bevor die Frauen in den Vereinigten Staaten das Wahlrecht garantiert bekamen. Sie wurde im Woodlawn Cemetery in The Bronx, New York City, begraben; auf ihrem Grab befindet sich ein Grabmal für ihren Ehemann und sie.

## Schriften von Elizabeth Cady Stanton
Elizabeth Cady Stantons Schriften als Autorin oder Ko-Autorin:

### Bücher
- History of Woman Suffrage; Volumes 1–3 (written with Susan B. Anthony and Matilda Joslyn Gage; vol 4–6 completed by other authors, including Anthony, Gage, and Ida Harper) (1881–1922)
- Solitude of Self (originally delivered as a speech in 1892; later published in a hard bound edition by Paris Press)
- The Woman’s Bible (1895, 1898)
- Eighty Years & More: Reminiscences 1815–1897 (1898)

### Auswahl an „periodicals and journals“
- Revolution (Stanton, co-editor) (1868–1870)
- Lily (published by Amelia Bloomer; Stanton as contributor)
- Una (published by Paulina Wright Davis; Stanton as contributor)
- New York Tribune (published by Horace Greeley; Stanton as contributor)

### Ausgewählte „papers, essays, and speeches“
- Declaration of Sentiments And Resolutions. 1848.
- A Petition for Universal Suffrage (1866)
- Self-government the Best Means of Self-development (1884)
- Solitude of Self. 1892.
- The Degradation of Disenfranchisement. 1892.
- Lyceum speeches: „Our Girls“, „Our Boys“, „Co-education“, „Marriage and Divorce“, „Prison Life“, and „The Bible and Woman’s Rights“, „Temperance and Women’s Rights“ and many others

Stantons Schriften sind archiviert in der Rutgers University (Siehe besonders die Eintragungen für Ann D. Gordon, Hrsg., in der Bibliographie darunter.).

## Ehrungen und Gedenken (Auswahl)

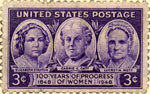
U.S. Briefmarke im Andenken an die Seneca Falls Convention, betitelt 100 Years of Progress of Women: 1848–1948 (Elizabeth Cady Stanton, links, Carrie Chapman Catt, Mitte Lucretia Mott, rechts)

Nach Stantons Tod konzentrierten sich viele Suffragistinnen eher auf Anthony als auf Stanton, die Begründerin der Frauenwahlrechtsbewegung, weil sie diese unorthodoxen Ideen über Religion hatte und die weibliche Arbeit und andere Frauenthemen so betonte. Auch Stantons „Frauenbibel“ (The Woman’s Bible) von 1895 hatte viele der traditionell religiösen Suffragistinnen abgeschreckt. Dies hatte Anthonys Platz als anerkannte Führerin der Frauenwahlrechtsbewegung zementiert. Anthony fuhr fort, in der NAWSA zu arbeiten, und wurde den vielen jungen Mitgliedern der Bewegung vertrauter. Bei der Feier der 75. Wiederkehr der Seneca Falls Convention 1923 rühmte nur Harriot Stanton Blatch die Rolle, die ihre Mutter bei der Begründung der Frauenrechtsbewegung gespielt hatte. Sogar noch 1977 erhielt Anthony die größte Aufmerksamkeit als Begründerin der Bewegung, während Stanton nicht erwähnt wurde. Mit der Zeit jedoch bekam Stanton die ihre zustehende Beachtung.

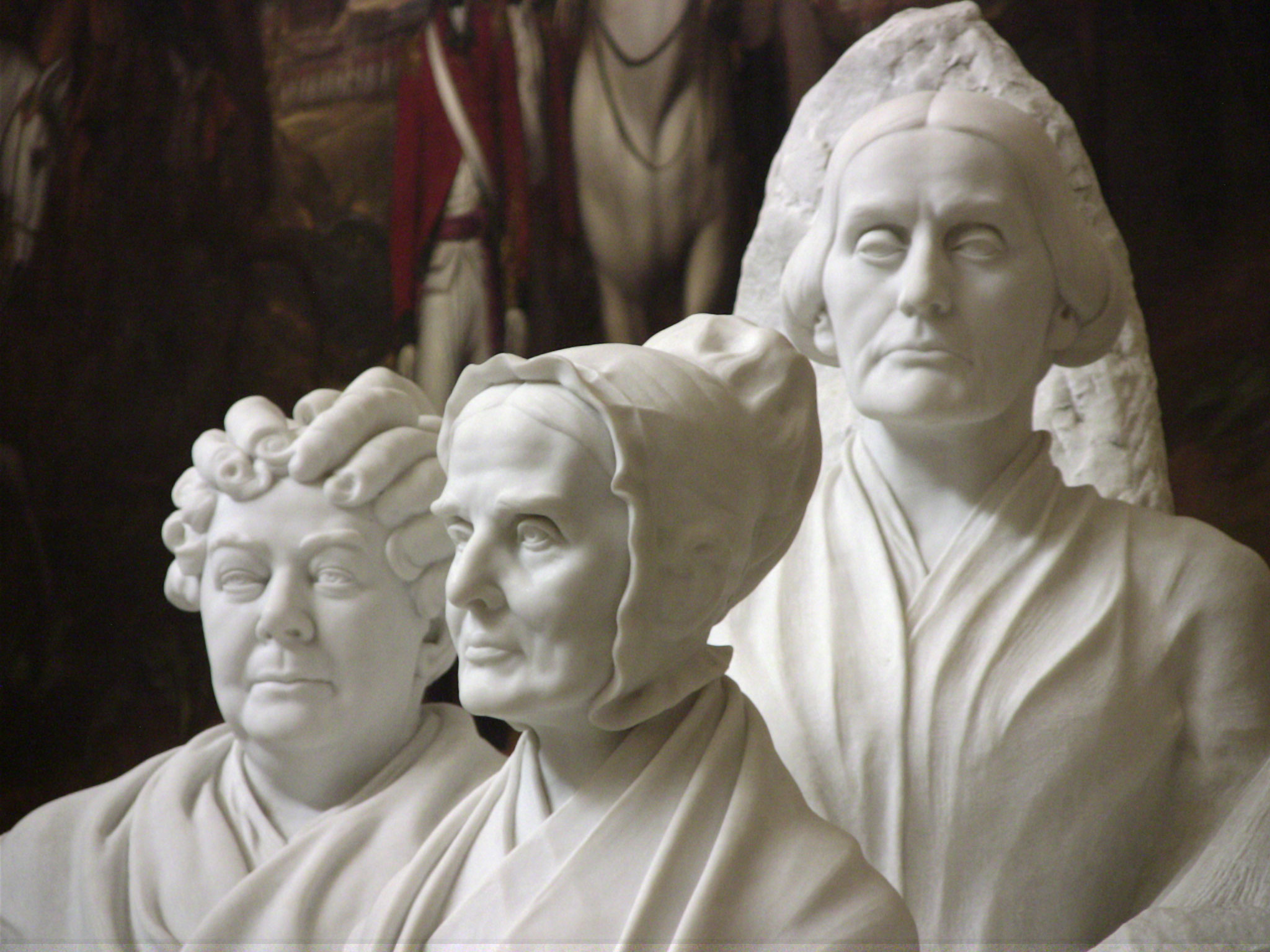
Gruppendenkmal für die Pionierinnen der Frauenwahlrechtsbewegung, geschaffen von Adelaide Johnson (1859–1955). Es stellt Elizabeth Cady Stanton (links), Susan B. Anthony (rechts) and Lucretia Mott dar. Die Köpfe sind Kopien der Einzelbüsten, die Johnson für den Ehrenhof des „Woman’s Building“ in der „World’s Columbian Exhibition“ von 1893 geschaffen hatte.

Zusammen mit Lucretia Mott und Susan B. Anthony wurde Stanton in einer Skulptur von Adelaide Johnson im Kapitol gedacht, das 1921 enthüllt wurde. 1997 wurde sie an den jetzigen Standort in der Rotunda gebracht und damit wesentlich publikumswirksamer gezeigt als vorher in der Krypta des Kapitols.

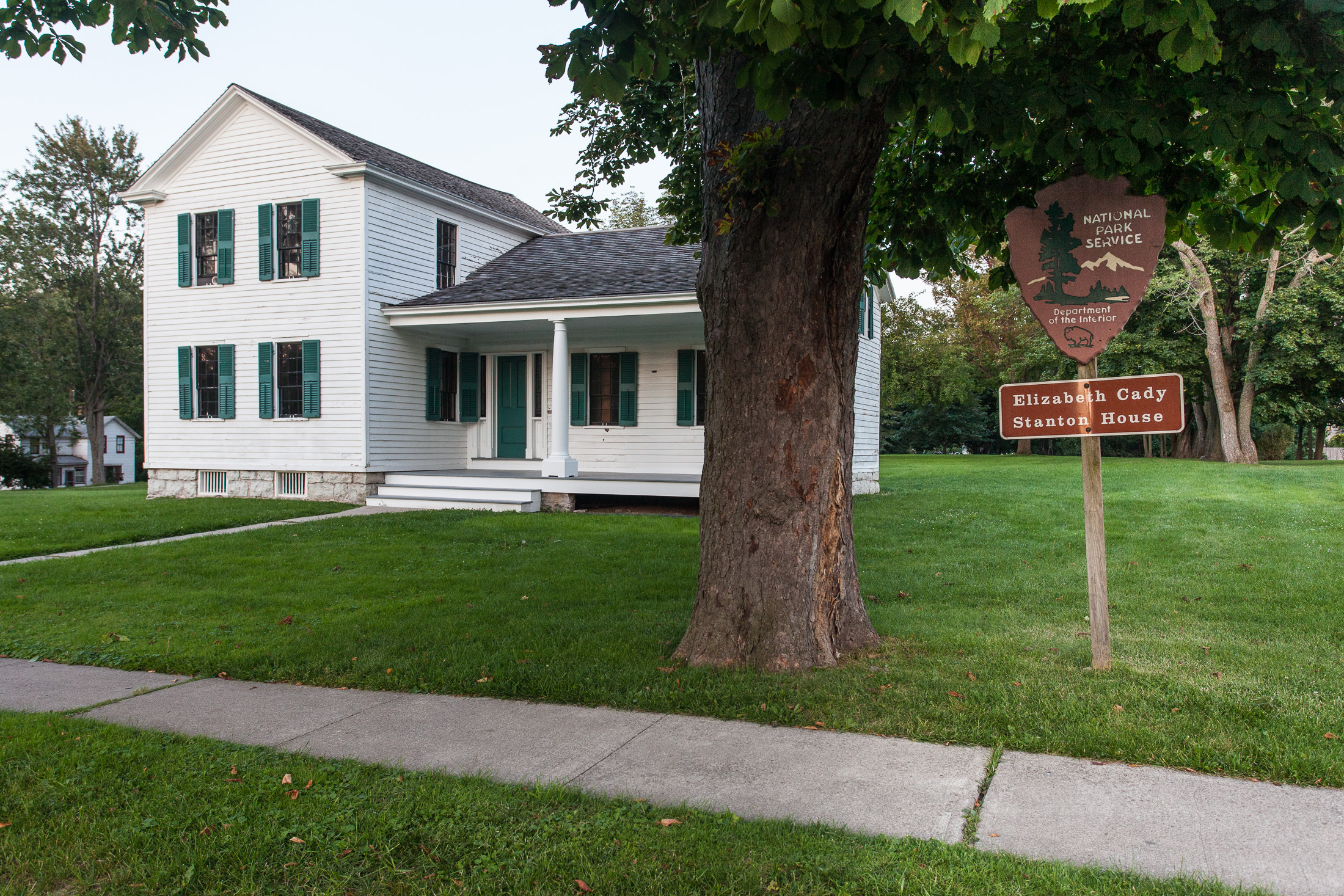
Das „Elizabeth Cady Stanton Haus“ in Seneca Falls

Das „Elizabeth Cady Stanton House“ in Seneca Falls wurde 1965 zu einem geschützten Denkmal, einem „National Historic Landmark“, erhoben und so gewürdigt.
1973 wurde sie in die „National Women’s Hall of Fame“ aufgenommen.
Das Projekt „Elizabeth Cady Stanton and Susan B. Anthony Papers“ war eine akademische Unternehmung, alle verfügbaren Materialien zu sammeln und zu dokumentieren, die von Elizabeth Cady Stanton and Susan B. Anthony geschrieben worden waren; sie begann 1982 und ist auch schon abgeschlossen worden.
1999 wurde das Interesse an Stanton auf populäre Weise wieder entfacht, als Ken Burns und andere die Dokumentation „Not for Ourselves Alone: The Story of Elizabeth Cady Stanton & Susan B. Anthony“ produzierten. Noch einmal wurde die Aufmerksamkeit auf ihre zentrale und grundlegende Rolle bei der Formung der Frauenwahlrechtsbewegung gelenkt, aber auch auf ihre Bedeutung für die breite Frauenrechtsbewegung in den Vereinigten Staaten, die das Wahlrecht, die Frauenrechtsreform und die Rolle der Frau in der Gesellschaft als Ganzes umfasste.
Das United States Department of the Treasury kündigte am 20. April 2016 an, dass ein Bild von Stanton auf der Rückseite des neu entworfenen Zehn-Dollar-Geldscheins zusammen mit Lucretia Mott, Sojourner Truth, Susan B. Anthony, Alice Paul und der Woman Suffrage Procession von 1913 erscheinen würde. Eine Vorstellung von Entwürfen für den Fünf-Dollar-, Zehn-Dollar- und Zwanzig-Dollar-Schein wird es 2020 im Zusammenhang mit dem 100. Jahrestag geben, an dem die amerikanischen Frauen 1920 das Wahlrecht durch das 19. Amendment gewonnen hatten.